# 嘉義市東區崇文國民小學
嘉義市東區崇文國民小學 ，簡稱崇文國小，位於嘉義市東區，前身為嘉義國語傳習所，創設於日治時期明治二十九年（1896年），經日治與民國時期多次改制與校名多次變更，於1982年7月1日改隸為今名，創校至今已超過百年，為嘉義市現存歷史最悠久的國小，也曾為嘉義市學生人數最多的國小。於日治時期曾有許多所屬的分教場，各自獨立後至今都是歷史久遠的老學校。崇文國小設立多種特殊教育、特殊才能班級，校園中的時鐘塔與播音塔均為從日治時期保留下來的歷史建築物。

## 歷史沿革

### 前身-日治國語傳習所時期（1896-1898年）
崇文國小是嘉義市現存歷史最久遠的國民小學:181，前身是嘉義國語傳習所。1895年清朝於馬關條約議定割讓臺灣給日本之後，臺灣總督府為了解決官民語言不通的問題，於明治二十九年（1896年）年3月31日發佈「臺灣總督府直轄諸學校官制」（勅令第九四號），訂出國語傳習所設立的法源，同年5月21日發佈嘉義為14個設立國語傳習所的地點之一，於同年7月1日之後正式開設，名為嘉義國語傳習所。1896年設立之初並沒有專屬的校地，授課地點在嘉義西堡的玉川町的嘉義街的三山國王廟內，學區為清朝時期的嘉義縣縣域:181。

### 日治公學校時期（1898-1945年）

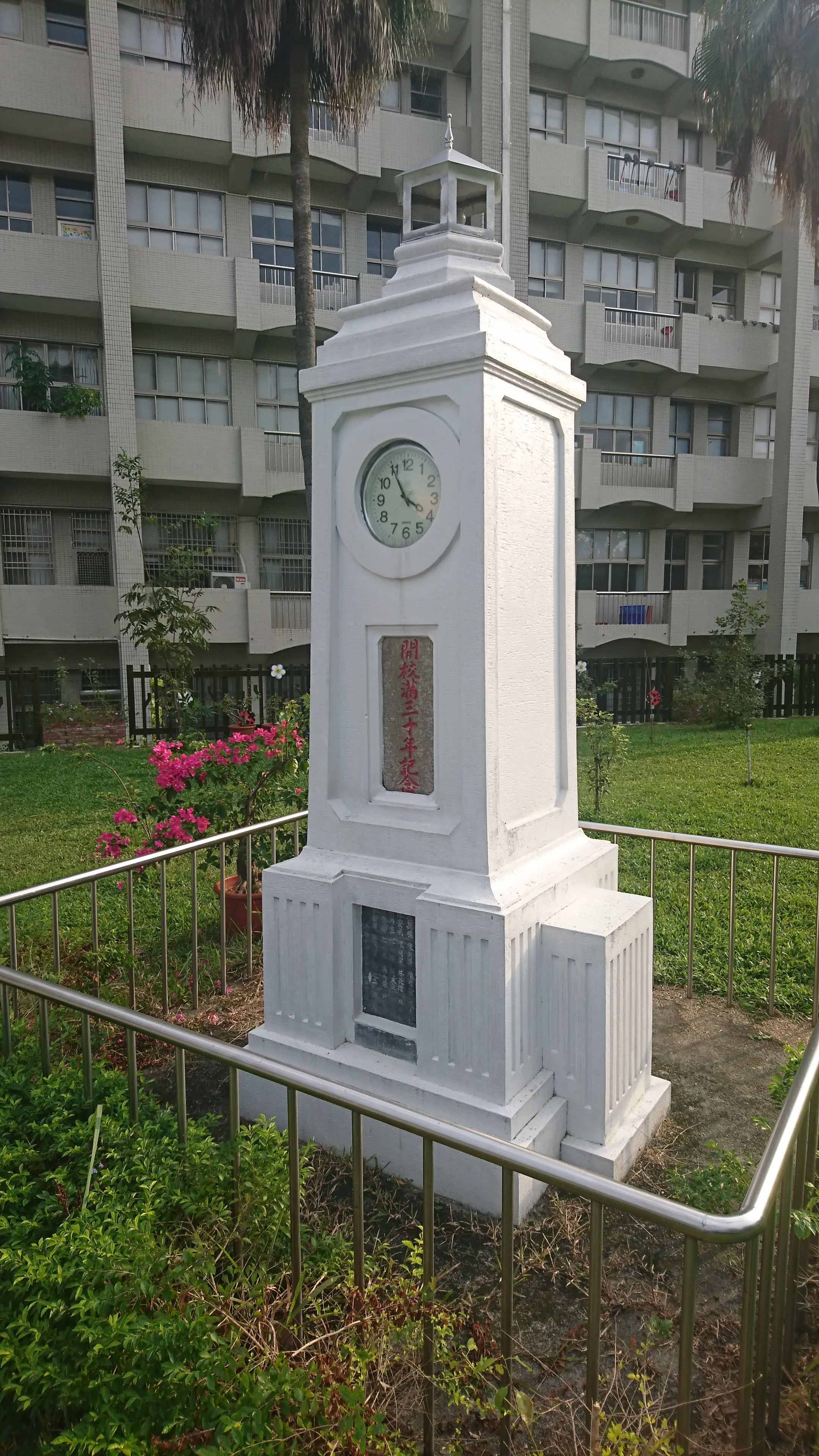
創校30週年紀念鐘，建於1928年，由校友集資所建。

明治三十一年（1898年）7月28日，臺灣總督府發佈「臺灣公學校令」，要將應急形式的國語傳習所以永久形式的公學校取代，故於同年10月1日改制正式成立為嘉義公學校，所屬各分教場及分校也均開始各自獨立為公學校。學校校舍完工後，遷入新校舍授課。明治39年（1906年），因發生梅山地震，校舍損壞嚴重，因而停課半年。:181-182。
因學生人數逐年增加，於大正八年（1919年）4月將校名改為嘉義第一公學校，原嘉義女子公學校改名為嘉義第二公學校，以吳鳳路劃分兩校學區，以西屬嘉義第一公學校，以東屬嘉義第二公學校。並於隔年（1920年）與嘉義第二公學校互換校地，遷移校址至當時的嘉義市沿河路77號，也就是現今崇文國小的所在地，新的校地較大有更多發展空間，在當時是位在市郊而較安靜，適合進行教學活動；而對嘉義第二公學校來說，因是女子學校，位於市郊太過偏僻不便，故轉移至市中心來解決此問題:182,195。
昭和七年（1932年），因開始劃分學區，嘉義第一公學校當時的學區範圍屬於嘉義市玉川町，因而於4月1日改名為嘉義市玉川公學校。昭和十六年（1941年）4月1日，因臺灣總督府所頒佈的「國民學校令」開始實施，再度易名為嘉義市玉川國民學校。玉川國民學校當時是嘉義市的重點學校，擁有先進的設施，學生社團活動也相當活躍:182-183。

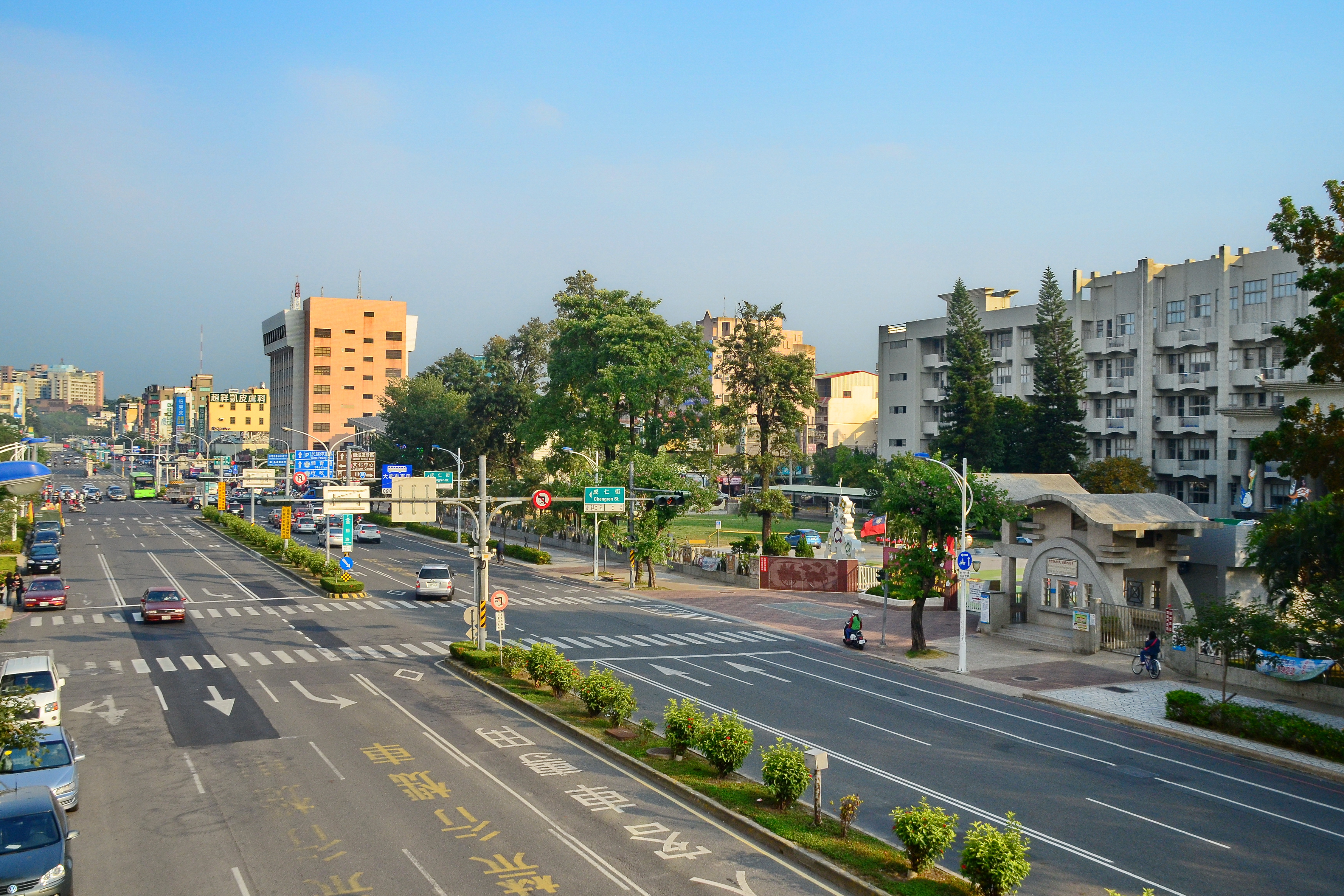
沿河路加蓋變為垂楊路後的景貌，畫面右方為崇文國民小學正門。

### 中華民國時期（1945年至今）
1945年第二次世界大戰結束後，中華民國國民政府代表同盟國接管臺灣，於同年11月19日將校名改為嘉義市崇文國民學校，取名崇文因學校南邊緊臨崇文街，而崇文字面上有崇尚崇敬廣泛的人文素養、培養文質彬彬知書達理與進退合宜的學生。1946年因行政區域重新劃分，校地所在區改為新南區，校名變更為嘉義市新南區崇文國民學校。1950年，嘉義市廢除省轄市資格，降格為縣轄市，校名也變更為嘉義縣嘉義市崇文國民學校。1968年，國民政府推動九年國民義務教育政策，校名變更為嘉義縣嘉義市崇文國民小學。1982年，嘉義市升格為省轄市，故於7月1日改名為嘉義市崇文國民小學，此名延用至今:183-185。

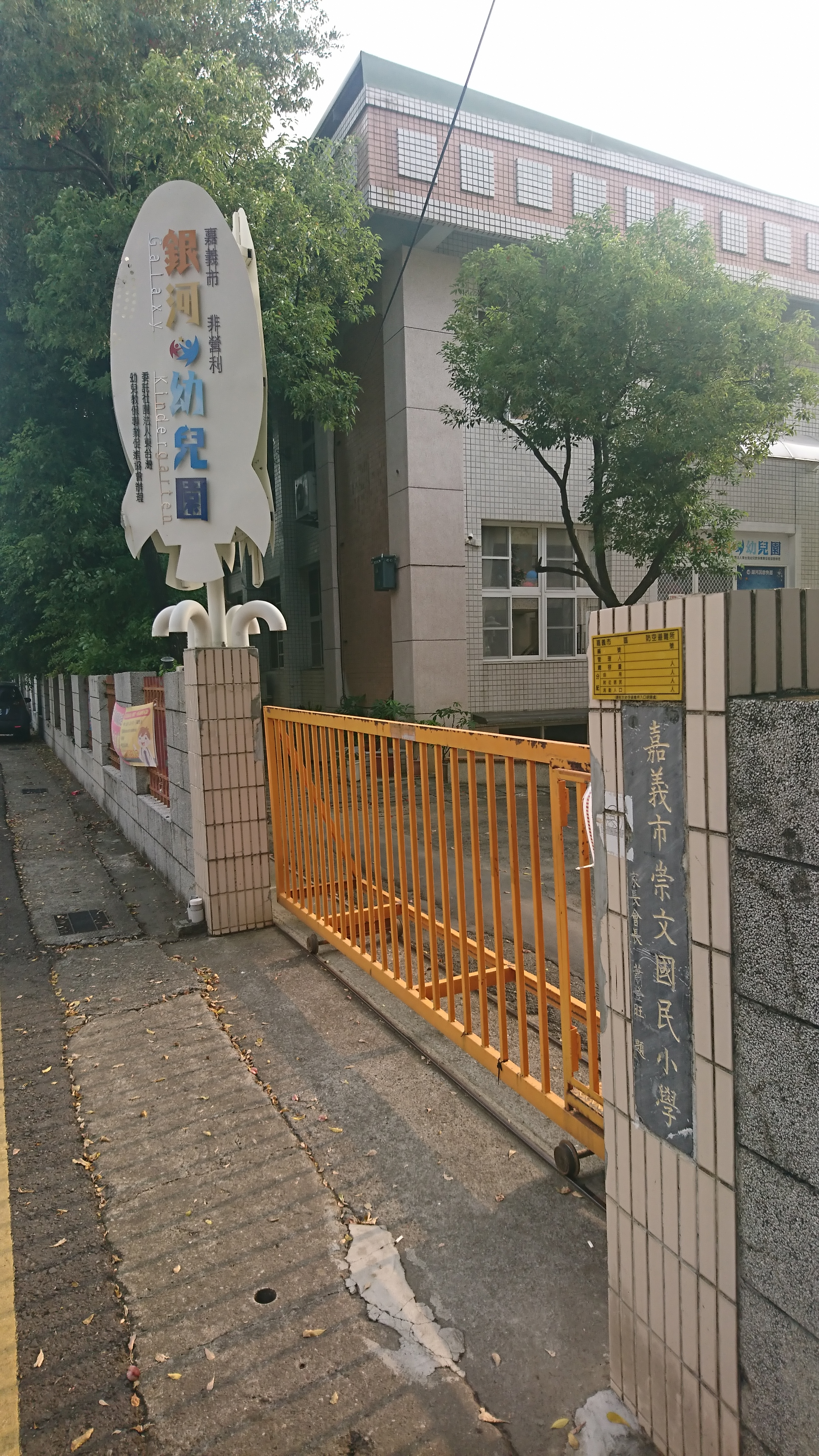
銀河非營利幼兒園位於「居學館」，校門為崇文國小東邊側門。

學校地址原位於沿河路上，沿河路位於一條大河溝的南岸，北岸則為垂楊路，因於1985年河溝加蓋變為一條大馬路，原本的沿河路被合併到垂楊路，故於1986年門牌重編後改校址為嘉義市東區垂陽路241號:185。2018年，經嘉義市市府協調，由崇文國小無償提供「居學館」給社團法人東台灣幼兒教保專業促進協會成立銀河非營利幼兒園。

### 分教場與分校
因崇文國小前身為臺灣總督府最初所設立國語傳習所14個地點之一，由此校負責整個嘉義縣縣域的學區，故從1898年起先後分立許多的分教場、分校以擴及整個學區的授課。1898年6月，於當時蕭壠堡的蕭壠庄設立蕭壠分教場，其之後獨立為蕭壠公學校。1898年6月，於蔴荳堡的蔴荳庄設立蔴荳分教場，其之後獨立為蔴荳公學校。1898年7月1日，於當時鹽水港堡的鹽水港街設立鹽水港分教場，於1898年10月1日獨立為鹽水港公學校。1898年7月，於當時下茄苳南堡的店子口街設立店仔口分教場，於1898年10月1日獨立為店仔口公學校。1898年8月，於當時打貓西堡的新港街設立新南港分教場，於1899年10月1日升格為新港公學校。1898年10月，於當時下茄苳南堡的樸仔脚街設立樸仔腳分教場，於1990年6月獨立為樸仔腳公學校。:181
1901年11月3日，於當時嘉義西堡的水堀頭街設立水堀頭分教場，於1903年5月23日獨立為水堀頭公學校。1914年4月1日，於當時嘉義西堡的水虞厝庄設立水虞厝分教場，於1921年4月獨立為水虞厝公學校。1917年，於當時嘉義西堡的嘉義街成立嘉義女子公學校，將女子部的學生轉籍至該校，在新校舍未完工前女子部學生仍待在嘉義公學校授課。1918年4月，嘉義簡易商業學校由嘉義第一公學校分出而創校，創校之初仍設校址在嘉義第一公學校，校長也由當時嘉義第一公學校校長江口保兼任。1922年5月7日，於當時嘉義西堡的北社尾庄設立北社尾分離教室，於1923年4月27日改制為北社尾分教場，並於1933年4月1日獨立為北社尾公學校。:181-183,220,482

## 教學情況

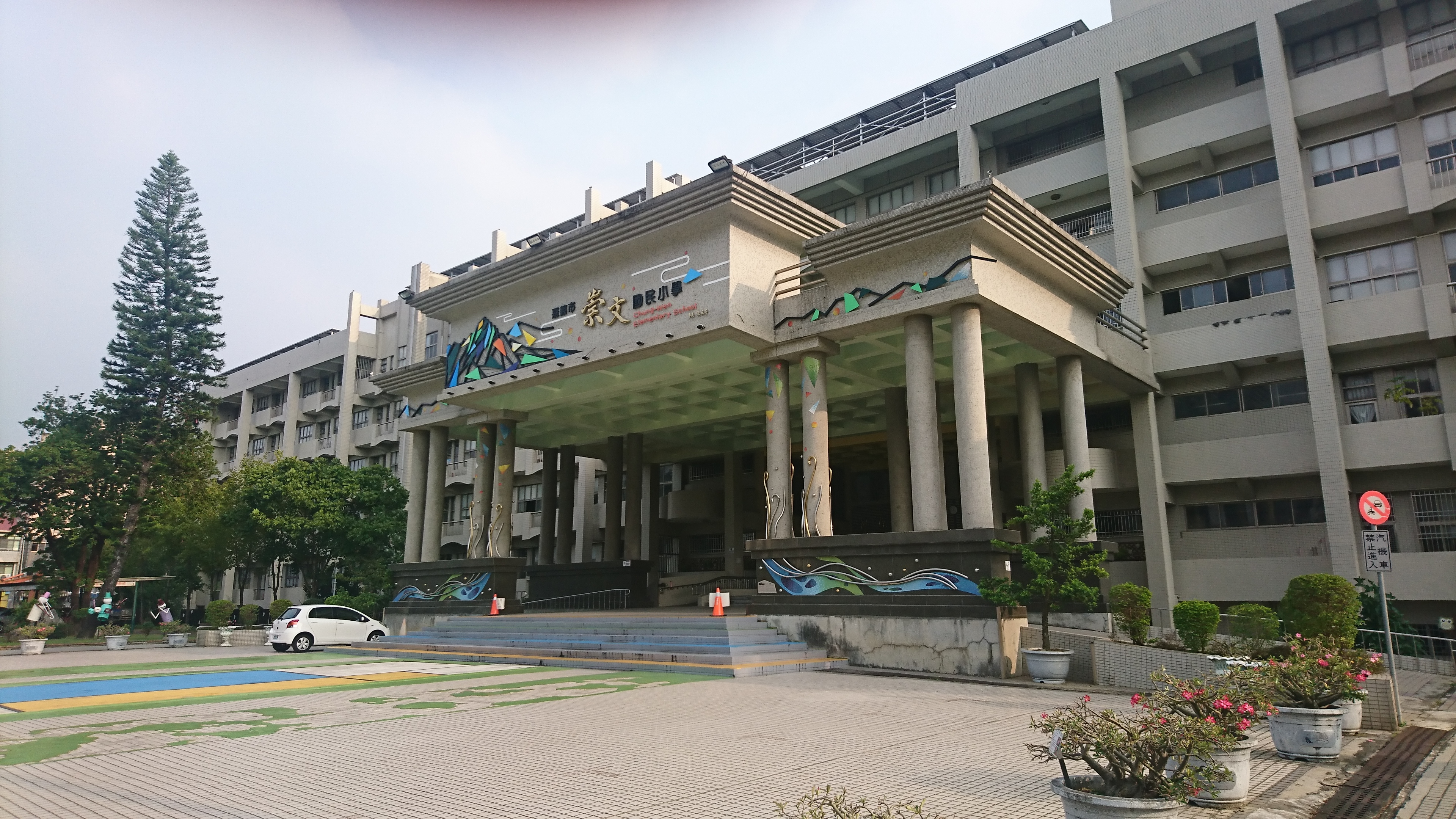
臺灣嘉義市崇文國小志道樓，於1996年3月完工，為5層樓高教學大樓。

### 學制與學生人數
於國語傳習所時期，僅招收1班甲科的學生，以半年為1期，科目以日語、初步的讀書作文為主:187。至公學校時期，因發佈「臺灣公學校令」的規則所訂，原甲科生併入速成科，並開始招收本科生，至1904年，因臺灣總督府公佈修訂後的臺灣公學校規則（府令第24號），停招速成科學生，僅以本科生為主，此時班級數已有6個班，在學學生人數超過100人:187。1912年，依臺灣總督府公佈新修訂的臺灣公學校規則（府令第40號），設立實業科（第七及第八學年），此時學生人數已超過500人，班級數已超過13班。學生人數於1917年時曾一度接近1000人，但因將女子部學生轉移至嘉義女子公學校，又將實業科轉移至嘉義簡易商業學校，故於1918年學生人數降至679人，但學生人數仍持續成長，不久於1923年學生人數正式超過1000人，班級數也達到23班。1923年時，設立高等科，供無法考上中等學校或師範學校的六年制公學校畢業生，繼續修讀的兩年制的過渡學制，同於公學校補習科:187。1937年，班級數達到37班，在學學生人數超過2000人，每年的畢業生人數突破250人。

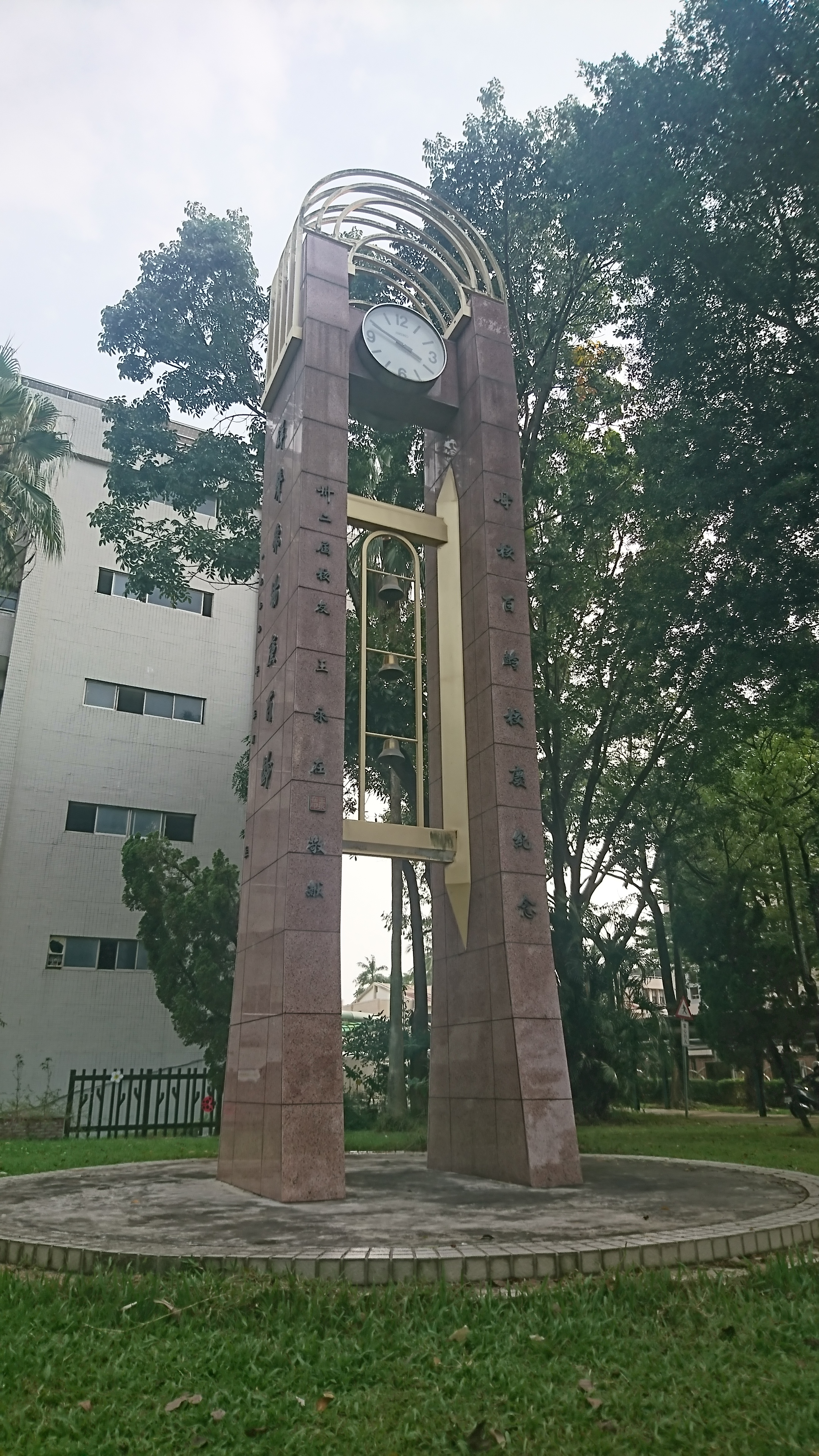
由校友王永在捐贈建造的百週年紀念鐘樓。

1945年日本戰敗投降後，在學學生人數一度降至接近1000人，但於1949年增加至2600人，超過日治時期的在學學生人數，而高等科也在中華民國政府接管後改制為初級中學而不再有此學制學生。在學學生人數在1963年達到7331人，該年畢業生人數達到1266人，均為史上最多的一年，當年的班級數為85班，平均每班學生超過85人。後因市政府廣設社區型的新學校，導致在學學生人數持續往下降，至1999年降至2181人:187-189，後又因台灣少子化問題，至2018年在學學生人數降至1289人。截至2008年，歷年畢業生總人數已達53016人。崇文國小早期為嘉義市在學學生人數最多的國小，直至1995年被嘉北國小在學學生人數超過而取代。
班級數在1963年後不隨人數減少而降低，反倒持續增加，到1973年達到101個班級為史上最多的一年，平均每班人數低於60人，之後因國民教育法的頒布與修改都以縮減班級人數為目標之一，再加上民間教改團體推動教改運動也包含落實小班小校，到1999年平均每班人數低於35人，至2018年班級數為51班，平均每班人數25人:187-189。

### 特殊班級

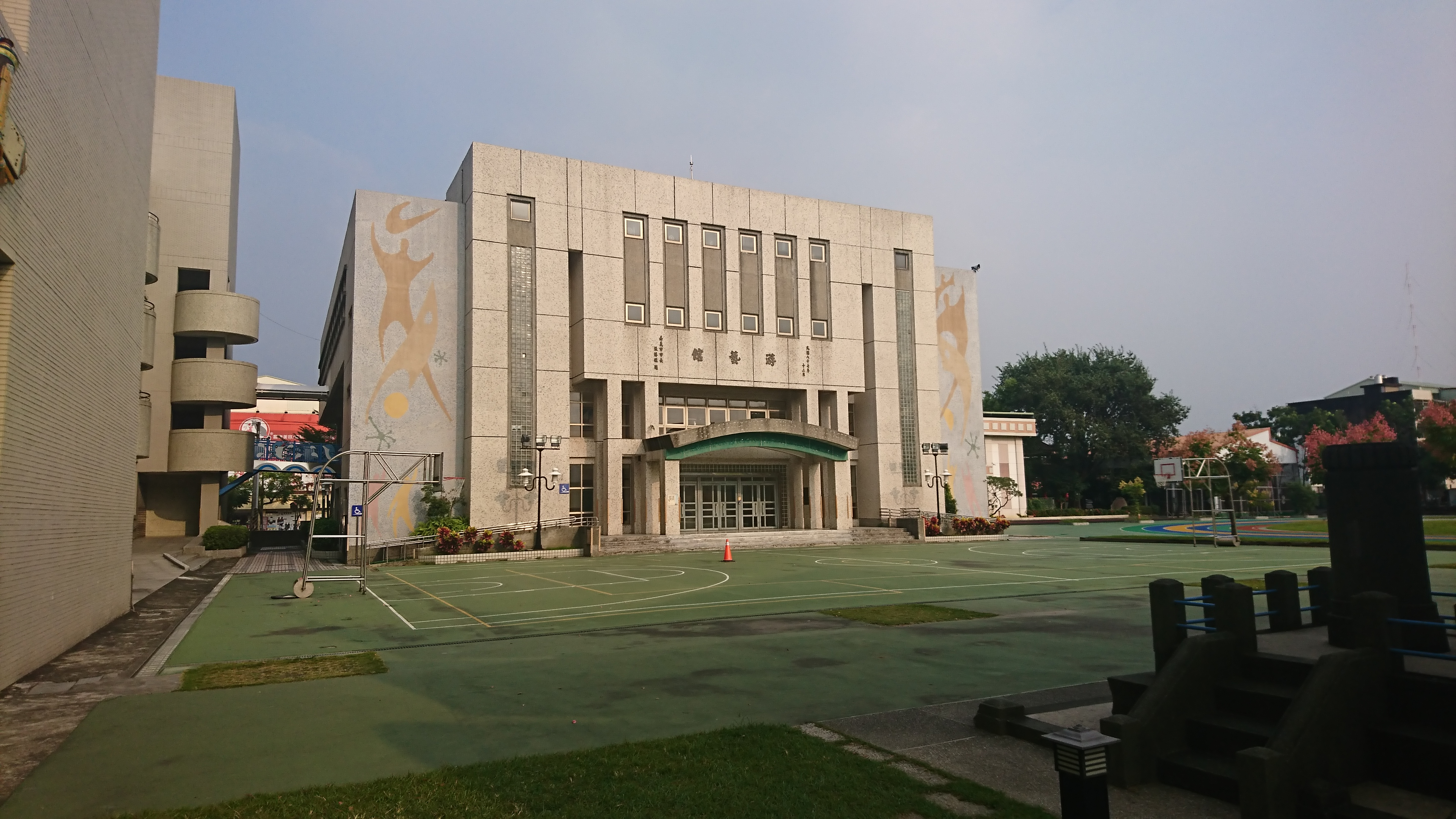
臺灣嘉義市崇文國小游藝館。

於民國時期，崇文國小設立多種特殊教育、特殊才能班級。1977年8月，設立啟智班。1980年8月，因當時主流的聽覺障礙學生教育為回歸一般教育環境，讓此類學生能有更多與一般學生的交流，提早適應社會，該校設立啟聰班招收聴覺障礙學生。1980年，政府為推動舞蹈教育，規劃讓國小可設置舞蹈班，招收國小三年級以上的學生，以提早發掘有天份的兒童，該校即於1981年7月設立舞蹈教育實驗班。1997年新修訂的特殊教育法與1998年的特殊教育法施行細則發佈後，1998年8月1日崇文國小即設立資源班，提供就讀於普通班有資源教學需求學童，於部分課程、課餘時間到資源班來進行個別化的教學。1999年8月1日，設立音樂班。於2009年時的編制，再加上啟聰巡迴班1班、學前特教巡迴班1班。:181-184

## 校園風貌

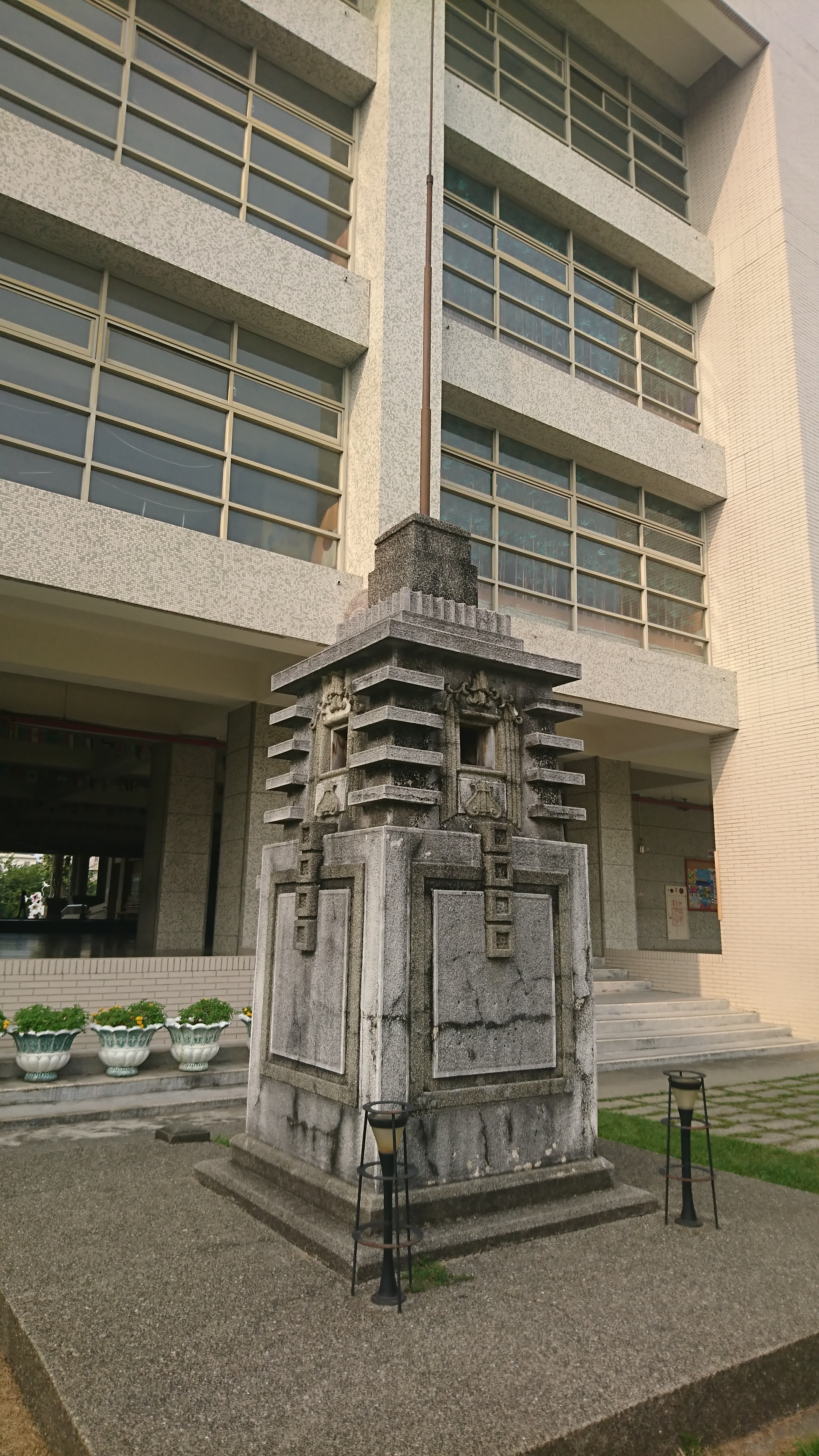
全台僅存的一座校內播音塔，為日治時期所建。

創校之初，暫時在三山國王廟授課，新校舍蓋好後才移入上課，最初的校舍為木造的斜頂平房。大正八年（1919年）時，校舍為日式木造的建築。1928年，為紀念創校三十週年，由第十三屆的畢業校友集資，於當時的校門口設置一座時鐘塔，設計人為蔡天助先生。日治時期建造的播音塔，為全台僅存的一座校內播音塔，實際建造年份不詳，推測應在1935年至1939年間所建，主要用途為播放運動會進行曲、校歌、國歌等，與時鐘塔為崇文國小中歷史悠久的代表建築。玉川公學校時期，學校已有游泳池。1943年時，校舍已有改建為鋼筋水泥的兩層樓建築。1989年，因校門前大河溝加蓋，校門口一併改建。1993年10月8日，最靠校門的教學大樓開始改建，至1996年3月完工，從2層樓高改建為5層樓高的建築，命名為「志道樓」，並將原校門口時鐘塔移位至進校門後右側。1994年，開始興建啟文亭，於1999年3月辦理剪綵典禮。1998年，興建體育館。1999年5月，游藝館暨運動場改建完畢後啟用。1999年，逢百年校慶，1934年畢業校友王永在捐贈興建百週年塔已完工。:181-186:43-86

## 學校傳統

### 校徽
崇文國小校徽的上半部，是以校名「崇文」為標誌居中連接在一起，採用橙黃柔色色調，下方為墨綠色彩帶向兩旁伸展:42。

### 校歌
崇文國小於日治時期已有校歌，當時嘉義市僅兩間公學校有校歌，另一間有校歌的為現今的大同國小。校歌歌詞包含學校所在地理環境的描述、對學生的期許與宣揚愛國之心。校歌歌詞因流傳已久，作詞作曲者已不可考，且流傳至今有多種版本。
中華民國國民政府接管臺灣後，校歌改為由楊夢周填詞、何達仁作曲的中文歌曲「崇文國民小學校歌」，一直使用到1998年9月。1998年10月，於舉辦百年校慶活動期間，更換由李佩芝填詞、前任校長陳淵源作曲的新校歌「崇文之歌」，延用至今。

## 歷任校長
從明治二十九年（1896年）嘉義國語傳習所設立起，至1945年中華民國國民政府接管臺灣後再至今，崇文國小已歷經多位校長的治理。:189-190
| 任別         | 任期                            | 姓名       | 備註 |          |
| 日治時期     | 日治時期                        | 日治時期   | 日治時期                                                                                                   | 日治時期 |
| ------------ | ------------------------------- | ---------- | --- | -------- |
| 1            | 1896年5月20日－ 1905年11月      | 笠井源作   | 卸任後轉至新竹公學校擔任校長                                                                               |          |
| 2            | 1905年11月28日－ 1910年12月31日 | 林元三郎   | 新竹公學校的首任校長轉任                                                                                   |          |
| 3            | 1910年1月1日－ 1919年7月31日    | 江口保     | 1917年4月1日起兼任嘉義女子公學校第一任校長 1918年4月起兼任簡易商業學校第一任任校長 1920年6月20日於任內過世 |          |
| 4            | 1920年8月1日－ 1924年4月30日    | 小泉順     | 之前先後於樸仔脚公學校、斗六公學校任職                                                                     |          |
| 5            | 1924年5月1日－ 1926年8月31日    | 高岡武明   | |          |
| 6            | 1926年9月1日－ 1936年3月31日    | 小野邦彥   | |          |
| 7            | 1936年4月1日－ 1937月2月28日    | 河野四郎   | |          |
| 8            | 1937年3月1日－ 1939年3月31日    | 工藤豐     | |          |
| 9            | 1939年4月1日－ 1942月4月30日    | 近藤賢司   | |          |
| 10           | 1942年5月1日－ 不明             | 兒玉乙三郎 | |          |
| 中華民國時期 |                                 |            | |          |
| 11           | 1945年10月25日－ 1951年3月31日  | 蔡順       | |          |
| 12           | 1951年4月1日－ 1951月7月31日    | 張輔三     | |          |
| 13           | 1951年8月1日－ 1964月8月31日    | 黃茂興     | 曾是現今嘉義市東區林森國民小學於戰後的首任校長:189,229                                                     |          |
| 代理         | 1964年9月1日－ 1965年12月31日   | 張凱翔     | |          |
| 14           | 1965年1月1日－ 1970年1月31日    | 陳石壽     | |          |
| 15           | 1970年2月1日－ 1981年3月31日    | 蔡朝經     | 嘉義縣嘉義市立宣信國民小學的首任校長蔡朝經任期期滿後轉任:190,317                                           |          |
| 16           | 1981年4月1日－ 1990年2月28日    | 張凱翔     | 第二次就任崇文國民小學校長                                                                                 |          |
| 17           | 1990年3月1日－ 1997年7月31日    | 陳淵源     | 任內成立特殊教育中心，退休後於2009年獲得教育部頒發教育奉獻獎:190                                           |          |
| 18           | 1997年8月1日－ 2005年7月31日    | 鍾千惠     | 曾擔任過崇文國小總務主任7年，擔任校長後辦理創校100週年慶                                                   |          |
| 19           | 2005年8月1日－ 2008年1月31日    | 賴玉成     | 嘉義市東區蘭潭國民小學校長任期期滿後轉任，於任期屆滿時退休                                                 |          |
| 20           | 2008年2月1日－ 2015年3月25日    | 陳榮昌     | 任內辦理創校110週年慶                                                                                      |          |
| 代理         | 2015年3月26日－ 2015年7月31日   | 許原嘉     | 陳榮昌校長2015年退休，由主任接任為代理校長                                                                 |          |
| 21           | 2015年8月1日－ 2023年7月31日    | 林秀香     | 嘉義市東區北園國民小學校長任期期滿後轉任                                                                   |          |
| 22           | 2023年8月1日－ 現任             | 許原嘉     | |          |

## 校友

### 文學藝術界

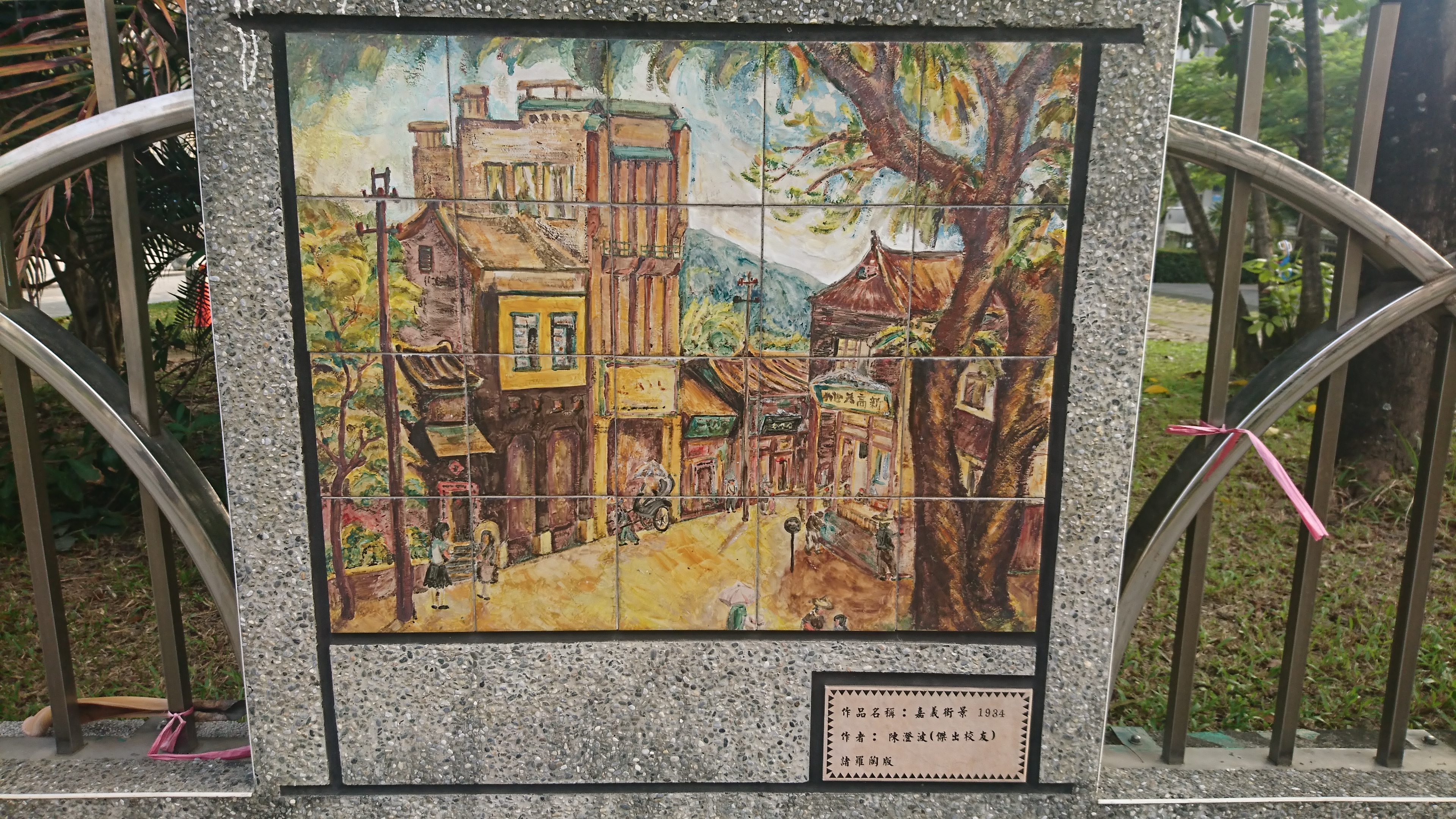
臺灣嘉義市崇文國小圍牆裝飾，磁磚上上繪有傑出校友陳澄波的畫作：嘉義街景 1934。

崇文校友在文學藝術界中，1913年畢業校友有日治時期即為知名畫家且為民國時期第一任嘉義市參議會議員的陳澄波，1921年畢業校友有繪製台灣第一件國寶畫作《蓮池》的畫家林玉山，1954年畢業校友有畫作多次獲獎且獲得省展免審查邀請作家殊榮的曹根，1960年畢業校友有現代舞蹈表演團體雲門舞集創辦人與藝術總監林懷民，1963年畢業校友有榮獲國立台灣工藝研究所表揚「台灣工藝之家」殊榮的交趾陶藝師高枝明。:87-103

### 政商界
崇文校友在政商界中，1935年畢業校友有台塑集團創辦人的王永在，1944年畢業校友有曾任中國國際商業銀行董事長、中聯信託董事長及國際證券投信公司董事長的鄭世松，1948年畢業校友有獲中正大學頒贈名譽工學博士學位的遠東機械榮譽董事長莊國欽，1951年畢業校友有曾任臺灣省菸酒公賣局局長與萬泰票卷金融公司董事長的鄭世津，1960年畢業校友有曾任中華民國行政院政務委員、台灣證券交易所董事長的薛琦，1961年畢業校友曾任海基會副董事長兼秘書長與中華民國僑務委員會委員長的焦仁和，1964年畢業校友有曾任中華民國衛生福利部署長、立法委員與嘉義市市長的涂醒哲，1967年畢業校友有曾任立法委員與嘉義縣縣長的張花冠。:87-103

### 學術界
崇文校友在學術中，1940年畢業校友有對美國太空總署有重大貢獻的發明家葉嘉猷，1944年畢業校友有完成亞洲第一例成功腎臟移植手術的醫師的李俊仁，1952年畢業校友有前振興醫院院長也是台灣眼科視網膜疾病權威醫師的劉榮宏，1960年畢業校友有榮獲中華民國科技管理學會院士的盧淵源，1961年畢業校友有研究多次獲獎且為美國地質學會會士的葉弘德，1965年畢業校友有創立嘉義市祥太文化館的醫師王福源。:87-103

## 外部連結
- 官方网站